# Клаус Ергорн
Клаус Ергорн (нім. Claus Erhorn, 18 січня 1959) — німецький вершник.
Олімпійський чемпіон 1988 року в командному триборстві, бронзовий призер 1984 року в командному триборстві.
Срібний призер Чемпіонату Європи з кінного триборства 1987 року в командному триборстві, бронзовий призер 1985 (командне триборство), 1987 (індивідуальне триборство) років.